# 宋士傑
宋世傑是一名虛構人物。本是鼓詞《紫金釵》中的人物宋士傑，後該作品改編為京劇《四進士》，粵劇《審死官》又改編自京劇《四進士》，宋世傑本設定為明朝嘉靖年間人物，但清末民初又有一山西大同革命黨人名宋世傑，此後兩人在民間被混為一人，於是民間又把宋世傑視為清朝於廣東一帶聞名、有「狀王」之稱的狀師。

## 宋世傑形象的演變
宋世傑本作宋士杰，鼓詞《紫金釵》中的宋士杰本來只是配角，在京劇《四進士》最早的版本中，宋士傑也是配角，主角是清官按院大人毛朋，與他的三名同科江西巡抚田伦、道台顾读、河南上蔡县知县劉題合稱為「四進士」。後來到周信芳演出的京剧《宋士杰》中，宋士傑才成為主角。另外，另一位京劇大師马连良也擅演宋士傑，他的劇本與演出的时候剧名仍然叫《四进士》，其实他们的剧本相同，不同的是马连良的宋士杰演得潇洒飘逸，周信芳的宋士杰稳重大方。
京劇中的宋士傑原是前任道台衙门的一名刑房书吏，由於热心、好打抱不平、正直敢言、不屑阿谀奉承，被上級認為是“办事傲上”而厌恶他，最后被开除了公职。宋士傑由配角轉變為主角，可能是因為當時的人民從寄望有一位像毛朋那樣的清官，希望民間有一位像宋士傑那樣不畏強權的正義之士。劇中，他先是把被流氓纠缠的杨素贞解救出来，又因為同情杨素贞的不幸遭遇，对她隻身越衙告状表示钦佩，毅然决定帮她打这场官司，甚至為了為楊素貞討回公道而不惜接受流放之刑，最後他憑著自己的聰明機智免除了流放。宋士傑诙谐幽默、聪明機智的性格，加上他不畏强暴、同情弱者的英雄形象，使他赢得了无数观众的热爱，也就成為一個膾炙人口的英雄形象，後來，這個故事又被改編成粵劇《審死官》。
到了清朝末年，有一山西大同革命黨人名為宋世傑，由於「世」在普通話裡與「士」同音，而宋世傑和戲曲中的宋士傑同樣愛抱打不平，又經常痛罵貪官污吏，且隨著粵劇《審死官》在廣東、港澳一帶流行，加上清末廣東出了四名出色的狀師（陳夢吉、方唐鏡、何淡如、劉華東），合稱為廣東四大狀師，於是民間逐漸把他和清末的宋士傑混為一人，宋士傑（宋世傑）也就從明朝的熱心人變成清朝的正義狀師，甚至被誤為廣東四大狀師其中一人。
宋世傑的故事在二十至二十一世紀多次被改編為影視作品，最為人熟識是周星馳主演的電影《審死官》，電影是依照近數十年來宋世傑在廣東民間流傳的形象拍攝而成，因此背景設在清朝，宋世傑也由老年改為青年。在此作品之前，於1948年亦曾有改編自粵劇《審死官》的粵語片，以清朝為背景，由馬師曾飾演宋世傑。其後香港無線電視又改編成電視劇系列《狀王宋世傑》，劇中的宋世傑最初是清朝一個惟利是圖、助紂为虐的無恥狀師，專為惡人打官司、戾橫折曲，善於強詞奪理，号称「死人拗得翻生」。後來良心發現，轉而為民請命，卻馬上受到官府迫害。宋世傑這個角色也出現在電視劇《棟篤狀王》和《南北大狀》中。

## 影響
周星馳所演「惟利是图」、「强词夺理」的宋世傑形象，使以後以清朝為背景的狀師片炒熱。《九品芝麻官》中周星驰飾演之主角包龍星同样继承宋世杰舌戰群雄的雄辯风格。另外影视作品中的方唐鏡、謝方尊、楊聖嚴、陳夢吉等狀師形象均有多少參照周星馳詮釋的宋世傑個性。

## 相關影視
- 審死官 (1948年粵劇電影) 馬師曾
- 宋士傑 (1956年京劇電影) 周信芳
- 審死官 (1992年香港電影) 周星驰
- 狀王宋世傑 (1997年香港無線電視劇集)
- 狀王宋世傑（貳） (1999年香港無線電視劇集)
- 棟篤狀王 (2005年中國電視劇)
- 南北大狀 (2009年中國電視劇)
- 新審死官 (2011年中國電視劇)
- 狀王之王 (2024年香港無線電視劇集)
- 大狀王(2022年至今，西九文化區、香港話劇團音樂劇)